# Dirk al III-lea de Olanda
Dirk al III-lea (sau Diederik, Theodoric; supranumit Hierosolymita) (d. 27 mai 1039) a fost conte de Olanda de la 993 până la moarte, până în 1005 aflându-se sub regența mamei sale.

## Familia
Dirk a fost fiul contelui Arnulf I de Olanda cu soția acestuia, Lutgarda de Luxemburg, fiică a contelui Siegfried de Luxemburg.

## Comitatul

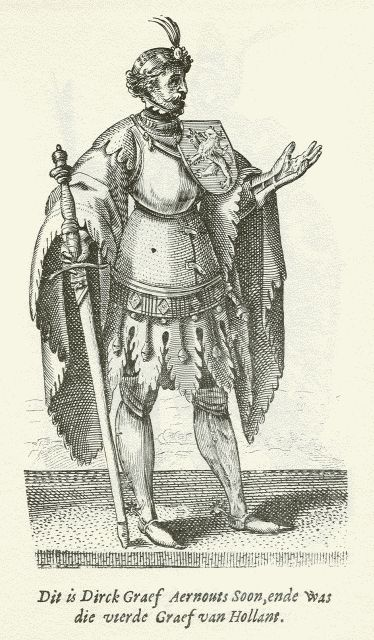
"Acesta este Dirk, fiul contelui Arnulf, iar el a fost cel de al patrulea conte de Olanda."

Teritoriul asupra căruia Dirk a stăpânit va fi numit Olanda abia din 1101, fiind la vremea sa cunoscut sub numele de Friesland de vest. De altfel, titlul lui Dirk al III-lea a fost de conte în Friesland. Frizia apuseană era diferită de regiunea de astăzi a Olandei. Cea mai mare parte a teritoriului era mlăștinoasă fiind supusă inundațiilor continue, motiv pentru care era greu locuibilă. Principalele arii ale habitatului se aflau în zona dunelor de pe coastă și în zonele mai înalte din apropierea râurilor.

## Regența Lutgardei
Contele Dirk era membru al casei de Olanda, o familie cu oarecare notorietate în cadrul Germaniei de atunci. Mama sa, Lutgarda de Luxemburg, a deținut regența pe când Dirk era încă minor, în intervalul dintre 993 și 1005. Ea era cumnata împăratului Henric al II-lea, cu sprijinul căruia a reușit să mențină controlul asupra comitatului, păstrându-l intact pentru momentul când Dirk avea să atingă majoratul. După ce acesta și-a asumat guvernarea directă asupra comitatului, Lutgarda a continuat să își folosească relațiile sale de familie pentru a obține sprijinul imperial, spre exemplu atunci când o armată imperială l-a ajutat pe Dirk să suprime o răscoală a frizonilor.

## Conflictul cu împăratul
Înainte de 1018, Dirk a fost un vasal al lui Henric al II-lea, însă episcopii de Trier, Utrecht și Köln au contestat cu toții posesiunea lui Dirk asupra fiefului, care era situat într-o locație importantă sub aspect strategic. Orașul Utrecht, localizat în delta Rinului, era cel mai centru comercial al regilor germani din regiune și negustorii erau nevoiți să străbată posesiunile lui Dirk, de-a lungul Rinului și al râului Vecht, pentru a putea ajunge la Marea Nordului. De asemenea, regii și împărații germani rezidau adeseori la Utrecht și pe moșia învecinată de la Nijmegen. O altă rută comercială care trecea prin posesiunile lui Dirk era cea pornind din orașul Tiel către Anglia.
Pe parcursul acestei a doua rute, contele Dirk a construit o fortăreață la Vlaardingen, într-o regiune nou locuibilă, unde a invitat pe mulți frizoni să se statornicească. Lui nu i se permitea să perceapă taxe sau să împiedice în vreun fel activitatea comercială, însă în cele din urmă el a sfidat dominația imperială. De comun acord cu frizonii din regiune, el a oprit vasele care navigau în regiune, solicitând plata unor impozite. Negustorii din orașul Tiel au trimis mesaje alarmante către rege și către episcopul Adelbold al II-lea de Utrecht, menționând acte de violență asupra lor din partea lui oamenilor contelui Dirk. Împăratul Henric a decis atunci să pună capăt domniei lui Dirk și a conferit teritoriile acestuia către episcopul Adelbold.

## Bătălia de la Vlaardingen și consecințele sale
O puternică armată imperială, constituită din trupe întreținute de către diferiții episcopi din zonă, sub comanda ducelui Godefroi al II-lea de Lotharingia, s-a îndreptat către fortăreața din Vlaardingen. Bătălia care a urmat în 29 iulie 1018 a constituit un dezastru pentru armata imperială și o victorie de răsunet pentru Dirk; mulți dintre comandanții imperiali au pierit în luptă, iar ducele Godefroi a fost capturat. Drept consecință a victoriei sale, lui Dirk al III-lea i s-a permis să își păstreze stăpânirile și să continue perceperea impozitelor. Ulterior, Dirk a reușit în plus să achiziționeze noi pământuri către răsărit din vechile sale domenii, pe seama episcopului de Utrecht. După moartea împăratului Henric al II-lea din 1024, Dirk a acordat sprijinul său pretendentului Conrad al II-lea pentru succesiunea în Regatul Germaniei.
După moartea lui Dirk din 1039, armatele imperiale au mai fost trimise cu diferite ocazii pentru a reclama pământurile conțile de Frizia. Puternicul Robert Frizonul, conte de Flandra, l-a ajutat pe contele Dirk al V-lea, nepotul lui Dirk al III-lea și fiul său vitreg, să restituie Frizia conților din casa de Olanda.
Se presupune că Dirk al III-lea ar fi fost în pelerinaj în Țara Sfântă în jurul anului 1030, de aici și porecla sa de Hierosolymita.

## Familia
Dirk al III-lea a fost căsătorit cu Othelinda, care aparținea unei proeminente familii saxone, deși nu se cunosc originile ei. Ei au avut (cel puțin) doi copii: 
- Dirk, care a succedat în comitat
- Floris, care a succedat fratelui său

După moartea lui Dirk al III-lea din 27 mai 1039, văduva sa a revenit în Saxonia, unde va muri în 31 martie 1044. Dirk a fost înmormântat la Egmond.